# Schempp-Hirth Discus-2
Schempp-Hirth Discus-2 là một loại tàu lượn lớp Standard, do Schempp-Hirth sản xuất từ năm 1998. Nó thay thế cho loại Schempp-Hirth Discus.

## Tính năng kỹ chiến thuật (Discus-2a)
Đặc điểm tổng quát
- Kíp lái: 1
- Sức chứa: 200 kg (440 lb), cộng 7.8 kg (17 lb) ở đuôi
- Chiều dài: 6.41 m (21 ft 0 in)
- Sải cánh: 15.00 m (49 ft 3 in)
- Chiều cao: 1.30 m (4 ft 3 in)
- Diện tích cánh: 10.6 m2 (109 ft2)
- Tỉ số mặt cắt: 22.2
- Trọng lượng rỗng: ~ 242 kg (532 lb)
- Trọng lượng có tải: 525 kg (1.155 lb)

Hiệu suất bay
- Vận tốc cực đại: 250 km/h (160 mph)
- Hệ số bay lướt dài cực đại: 45
- Vận tốc xuống: 0,59 m/s (116 ft/phút)